# Jauniešu futbola klubs Olimps
Il Jauniešu futbola klubs Olimps (in lettone Club calcistico giovanile Olimpia), o più semplicemente Olimps Rīga, è stata una società calcistica lettone di Riga.

## Storia
Il club fu fondato nel 2005 perché vi erano sette squadre nella massima divisione lettone. Fu formata da giocatori Under-21 dello Skonto-2, del Metalurgs Liepaja-2 e del Ventspils-2, squadre riserve di Skonto Riga, Metalurgs Liepaja e Ventspils. Nel 2005 la squadra retrocesse in seconda serie, ma fece ritorno in Virslīga già alla fine del 2006 vincendo il campionato cadetto lettone.
Nel 2007 finì nuovamente ultima, ma non perse la categoria in quanto non erano previste retrocessioni: riuscì, inoltre, ad ottenere l'accesso alla Coppa UEFA 2008-2009, come finalista (perdente) della Coppa di Lettonia; l'avventura in Europa finì per altro al primo turno preliminare, eliminati dagli irlandesi del St Patrick's.
La stagione 2008 si concluse con un nuovo ultimo posto e la retrocessione: la situazione debitoria del FK Rīga, però, portò quest'ultimo club a fondersi con l'Olimps, dando vita al JFK Olimps/RFS: la squadra poté quindi rimanere in massima serie. Per la prima volta nel 2009 la squadra evitò l'ultimo posto, finendo quinta; ottenne la salvezza anche nel 2010 con l'ottavo posto finale (su dieci squadre), ritrovando l'originale denominazione.
Nel 2011 ha subito, invece, una nuova retrocessione, finendo ultima e sciogliendosi.

## Calciatori
Grazie alle sue caratteristiche è stata la squadra più giovane d'Europa: nel 2011 aveva una media di età di poco superiore ai 19 anni.

## Palmarès

### Competizioni nazionali
- 1. Līga: 1

2006

### Altri piazzamenti
- Coppa di Lettonia:

Finalista: 2007
Semifinalista: 2005, 2009-2010